# إغناثيو فيرغارا
إغناثيو فيرغارا (بالإسبانية: Ignacio Bergara)‏ هو لاعب كرة قدم ومدرب كرة قدم أوروغواياني في مركز الوسط، ولد في 20 يوليو 1940 في مونتيفيديو في الأوروغواي، وتوفي في 4 يناير 2004 في يابسة في إسبانيا. لعب مع إسبانيول وريال مايوركا ونادي راسينغ مونتيفيديو ونادي سان أندرو.